# 權寧世
權寧世（：／ Kwon Yeong-se；1959年4月1日—），大韓民國保守派政治人物，曾任國民力量非常對策委員長，现任國會議員，曾任統一部長、韓國駐華大使。

## 生平
1959年4月生於首爾龍山，其後於首爾新石小學、大同中學及培材高中畢業。1981年，他於首爾大學法學系畢業，並於1997年在首爾大學研究生院以刑事法專業獲得法學碩士學位。
1983年，權寧世通過司法考試擔任檢察官。他在盧泰愚及金泳三政府中，歷任法務部、大檢察廳、首爾地方檢察廳、派遣德國等要職，但在金大中政府上臺後，以大檢察廳副部長的身份退休，結束檢察官生涯。
之後，權寧世於哈佛大學肯尼迪學院和哈佛大學法學院留學，並擔任律師。當時，他在大國家黨總裁兼總統候選人李會昌的引薦下加入政界。
2002年，權寧世在補選中當選為國會議員（首爾永登浦區乙選區），其後連任兩屆議員職。2013年，獲總統朴槿惠提名出任駐華大使一職，至2015年退任。2016年，他在原有的選區中落選。2020年，轉到龍山區選區參選國會議員並當選，2024年連任。2024年12月24日，獲黨內提名出任新任非常對策委員長（臨時黨魁）。
2025年5月10日，因国民力量党员否决其力推的以韩悳洙取代金文洙为该党总统候选人的计划，权宁世宣布辞去非常对策委员长一职，由院内代表權性東代行职务。